# Train fantôme
Pour les convois de déportation, voir Train fantôme (déportation).

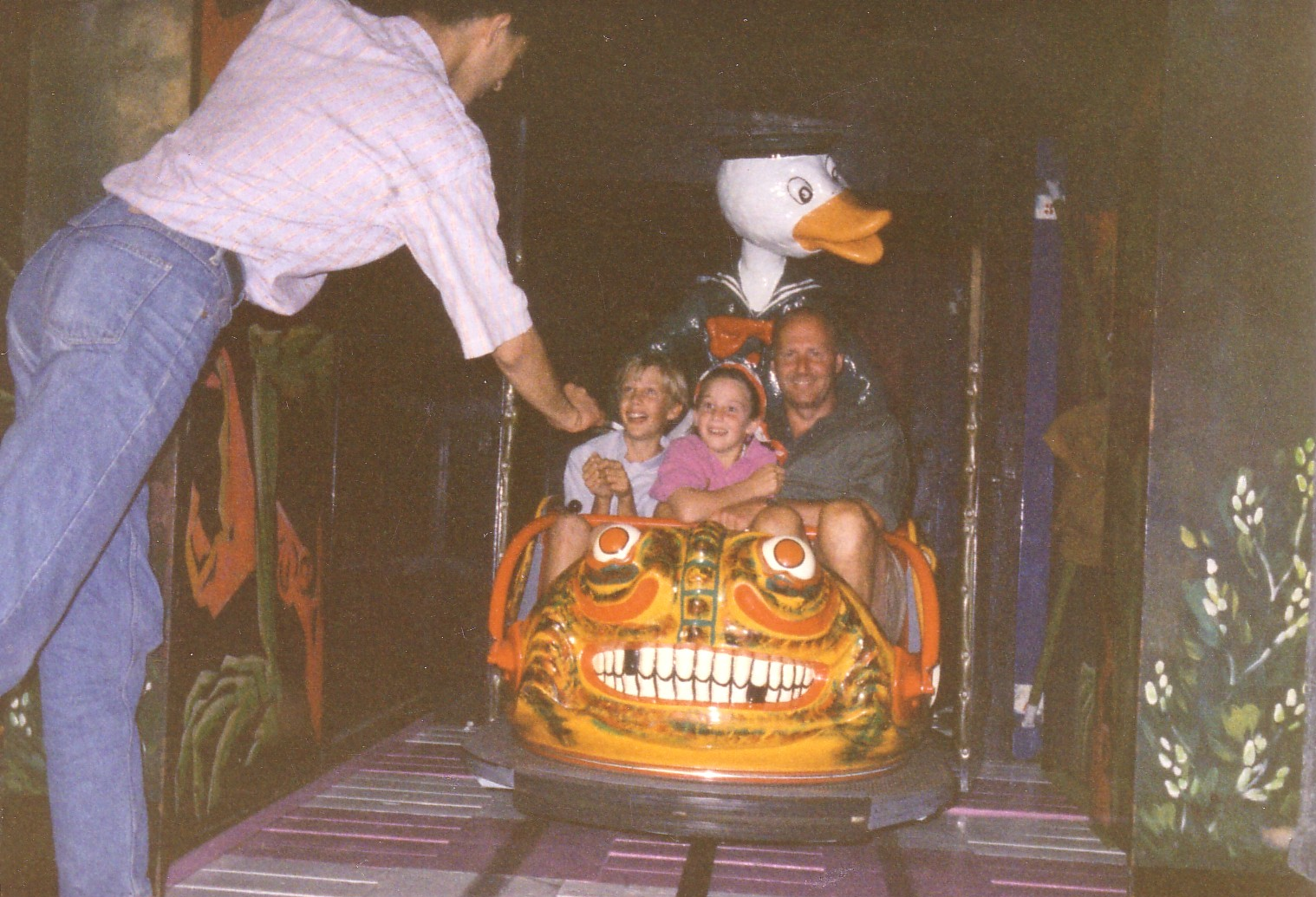
Étape du débarquement d'un train fantôme, Les Feux Follets, Bruxelles (1992)

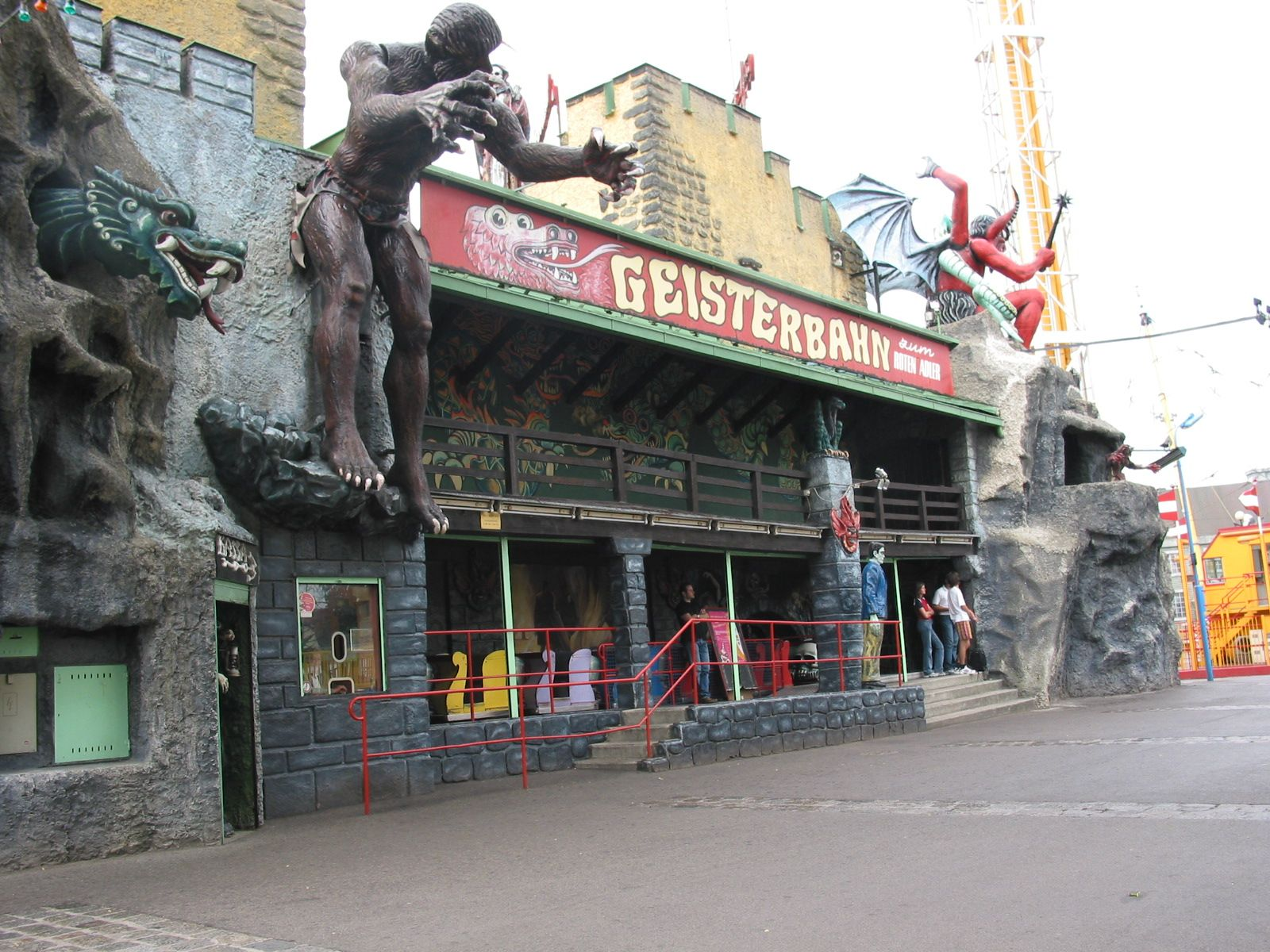
Train fantôme au Prater de Vienne

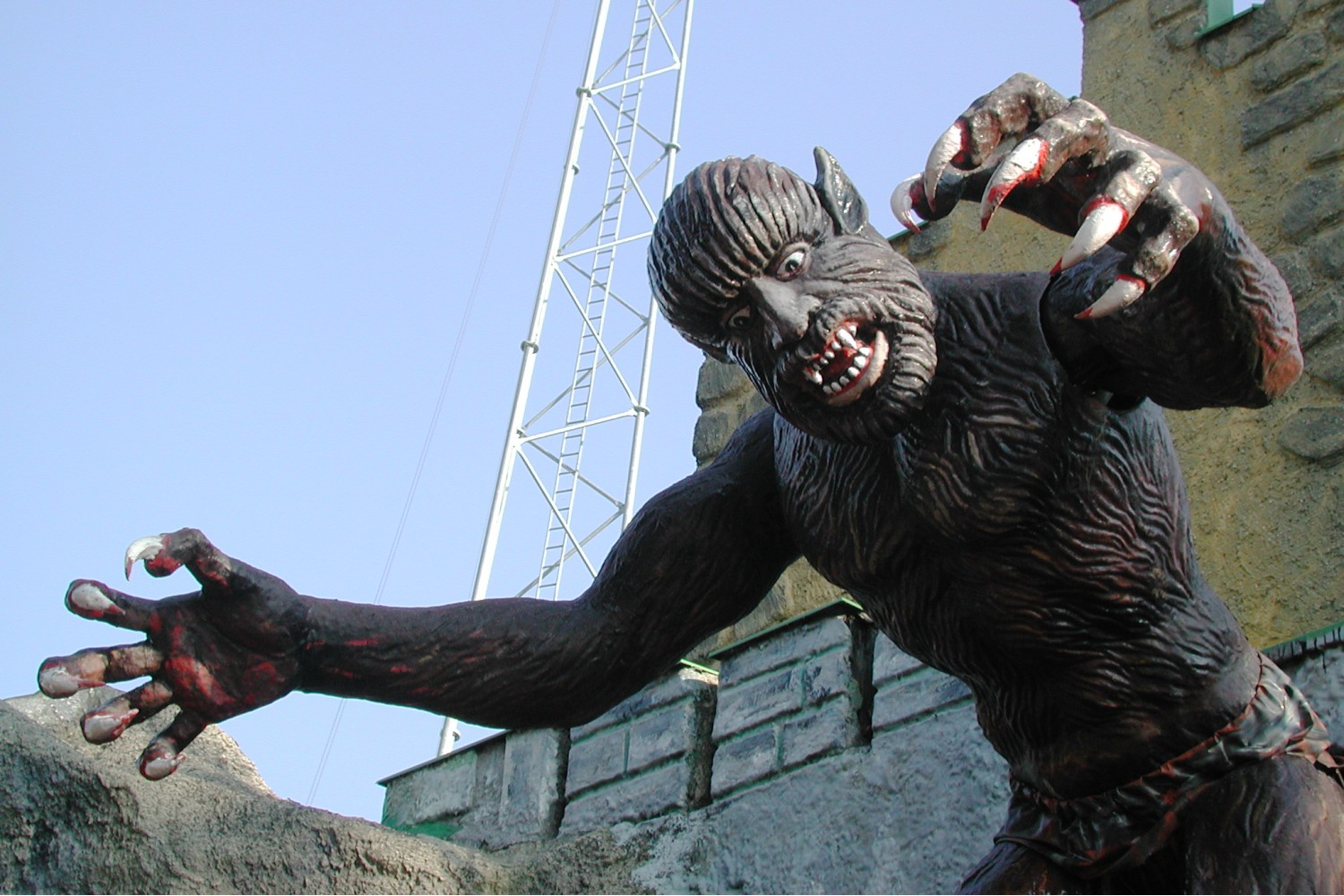
Détail

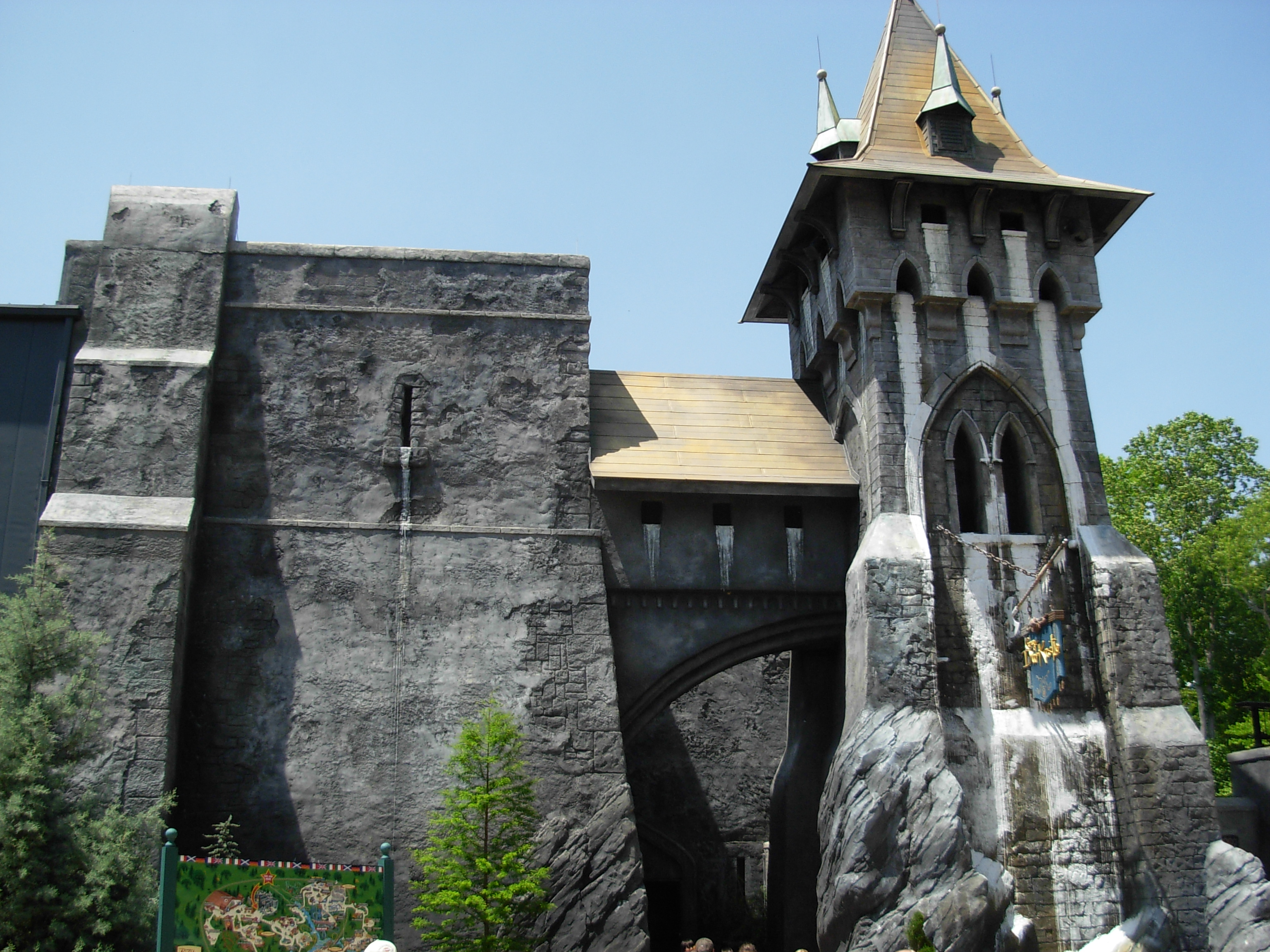
Curse of DarKastle à Busch Gardens Europe

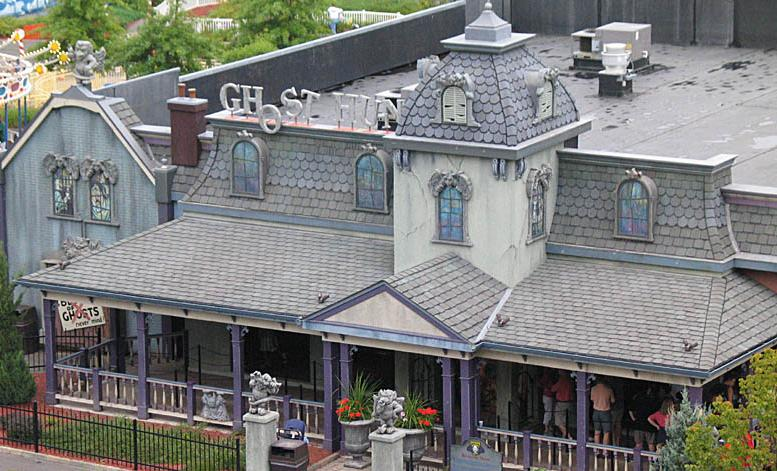
Modèle de Ghost Blasters : Ghost Hunt à Lake Compounce

Un train fantôme est une attraction de type wagon scénique de fête foraine ou de parc d'attractions ayant un thème d'horreur.

## Description
En plus de décors, le circuit plongé dans l'obscurité est parsemé de surprises destinées à surprendre les passagers : animatroniques, effets lumineux, sonores, accélérations, véritable acteur masqué dans certains, etc.
Les trains fantômes ne doivent pas être confondus avec les maisons hantées car celles-ci se visitent en walkthrough, c'est-à-dire à pied.
Les parcs Disney ont été les premiers à dépoussiérer le concept dans les années 1950 pour offrir des versions plus recherchées, perfectionnées et mieux décorées à partir de 1969.
Dans les modèles forains, une personne déguisée ou masquée peut même intervenir dans le manège pour accentuer l'effet de surprise. Les portes d'entrée du circuit ainsi que la sortie à l'air libre un bref instant au milieu du parcours simulent la séparation du réel et de l'irréel.
Les artifices mis en œuvre ont évolué avec le temps, le monstre de Frankenstein laissant la place aux extra-terrestres souvent plus réalistes grâce aux effets électroniques.
Les nouvelles technologies sont également introduites dans la conception des trains fantômes. Ceux-ci proposent aujourd'hui l'interactivité (Discovery Club, Duel, La Cueva de las Tarántulas, Scooby-Doo's Haunted Mansion ou Ghost Blasters) ainsi que la 3D (Curse of DarKastle ou Spooky 3D).
Sally Corporation fabrique un train fantôme interactif pour les parcs de loisirs : Ghost Blasters. Six exemplaires ont été construits et se nomment Ghost Blasters ou Ghost Hunt, voir ci-dessous. Un deuxième train fantôme interactif sur le thème de Scooby-Doo fait partie de leur catalogue : Scooby-Doo's Haunted Mansion. Sept exemplaires ont été construits et se nomment de multiples façons, voir ci-dessous.

## Feux Follets
Le Feux Follets, construit en 1958 par Mack Rides, est un ancien grand train fantôme de fête foraine comme il en existait jusqu'au début des années 1990, 312 m2 de superficie au sol, cinq à six hommes nécessaires pendant sept jours pour le montage, cette charge de travail a sonné le glas de ce type de trains fantômes.
Aujourd'hui, le Feux Follets se trouve à Magic Park Land, un parc d'attractions français à Ensuès-la-Redonne, sur la Côte Bleue. Il s'appelle désormais Magic Mystery House mais n'est plus que l'ombre de son ombre. Laissé à l'abandon pendant plus de dix ans, ses sujets et ses nombreuses décorations ont servi à habiller d'autres métiers forains. Il a perdu ainsi sept fois le prix de sa valeur en quinze ans mais les propriétaires du parc comptent bien le restaurer dans les années à venir.

## Attractions de ce type

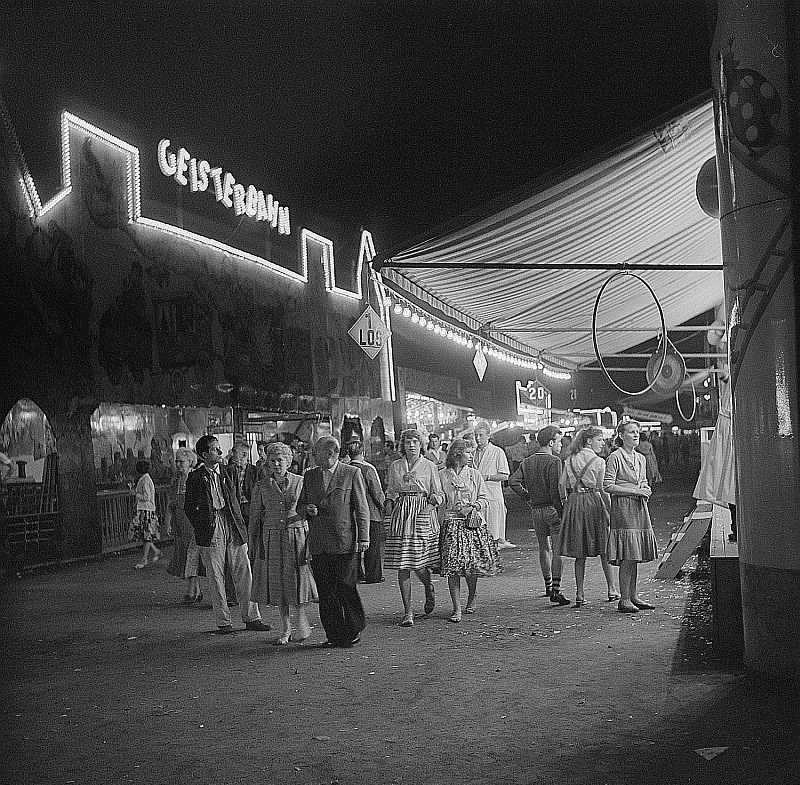
Maison hantée à Dresde, en 1967.

- Boo Blasters On Boo Hill ex-Scooby-Doo's Haunted Mansion à Carowinds - États-Unis
- Boo Blasters On Boo Hill ex-Scooby-Doo's Haunted Mansion à Kings Island - États-Unis
- Boo Blasters On Boo Hill ex-Scooby-Doo's Haunted Mansion à Kings Dominion - États-Unis
- Castello dei Medici à Europa Park - Allemagne
- Curse of DarKastle à Busch Gardens Europe - États-Unis
- Discovery Club à Avonturenpark Hellendoorn - Pays-Bas
- Curse at Alton Manor à Alton Towers
- Geister Rikscha à Phantasialand - Allemagne
- Geisterbahn au Prater de Vienne - Autriche
- Ghost Blasters à Clifton Hill - Canada
- Ghost Blasters à Nickelodeon Universe - États-Unis
- Ghost Blasters à Santa Cruz Beach Boardwalk - États-Unis
- Ghost Blasters à Castle Park - États-Unis
- Ghost Blasters II à Elitch Gardens - États-Unis
- Ghost Hunt à Lake Compounce - États-Unis
- Ghost Train à Pleasure Beach, Blackpool - Royaume-Uni
- Ghost Train à Linnanmäki - Finlande
- Ghost Train à Southport Pleasureland - Royaume-Uni
- Haunted Hotel à Myrtle Beach Pavilion - États-Unis
- Haunted Mansion aux Disneyland, Magic Kingdom - États-Unis
- Haunted Mansion à Tokyo Disneyland - Japon
- La aventura de Scooby Doo à Parque Warner Madrid - Espagne
- La Cueva de las Tarántulas à Parque de Atracciones de Madrid - Espagne
- Le Manoir Hanté à Nigloland - France
- Magic Mystery House à Magic Park Land - France
- Mystic Manor à Hong Kong Disneyland - Chine
- Phantom Manor au Parc Disneyland - France
- Scooby-Doo's Haunted Mansion à Canada's Wonderland - Canada
- Scooby-Doo! Ghostblasters à Six Flags Fiesta Texas - États-Unis
- Scooby-Doo! – The Mystery Of The Scary Swamp à Six Flags St. Louis - États-Unis
- Spookslot à Drievliet - Pays-Bas
- Spookslot à Koningin Juliana Toren - Pays-Bas
- Spooky 3D à Oakwood - Royaume-Uni
- Spøgelsestoget à Bakken - Danemark
- The Tower of Orlochless à Särkänniemi - Finlande
- Transdemonium au Parc Astérix - France
- Zombie Paradise à Geopolis - Japon

## Trains fantômes forains en France
Il existe plusieurs types de structure pour les trains fantômes itinérants :
- Sur remorque : le train fantôme est transporté sur une ou plusieurs remorques qui se déplient et sur laquelle est fixée la façade
- Sur semelle : le train fantôme est transporté dans un ou plusieurs camions, et la structure tout entière doit être montée à la main.

| Nom                     | Constructeur       | Ancien nom       | Année de construction | Nombre de véhicules                | Type de structure | Commentaires |
| ----------------------- | ------------------ | ---------------- | --------------------- | ---------------------------------- | ----------------- | --- |
| Amytiville Horror Show  | Barbisan           | Fantasmagor      |                       |                                    | Sur remorque      | |
| Geister Schlucht        | Bertazzon          |                  |                       |                                    | Sur semelle       | |
| Ghost                   |                    |                  |                       |                                    | Sur remorque      | |
| Ghost Train             | Barbisan           |                  |                       | 4 trains de 3 voitures de 2 places | Sur 2 remorques   | |
| Halloween 2             |                    |                  |                       |                                    | Sur remorque      | |
| Haunted                 |                    | Fantomas         |                       |                                    | Sur remorque      | |
| Hi Shlos                | Artisanal          |                  | 1975                  |                                    | Sur semelle       | Les wagons sont suspendus, reliés au plafond de l'attraction.                                                         |
| Horror-Spuk             |                    | Horror-Show      |                       |                                    | Sur remorque      | |
| Kamak                   | Artisanal          |                  | 1986                  |                                    | Sur semelle       | |
| King Kong "rose"        | Preston & Barbieri |                  | 1976                  | 7 voitures                         | Sur semelle       | N'existe plus. Attraction transformée.                                                                                |
| King Kong "bleu"        | Mack Rides         |                  |                       |                                    | Sur semelle       | |
| Phantom Manor           | Artisanal          |                  |                       | 6 voitures de 2 places             | Sur remorque      | |
| Psychos                 |                    |                  |                       | 8 voitures                         | Sur semelle       | |
| Scary House             | Barbisan           |                  | 1996                  |                                    | Sur remorque      | |
| Walk of Dead            |                    | Scream           |                       |                                    | Sur semelle       | Transformé 2025 "Scream" n'est plus un train motorisé, mais une Maison Hantée / Horror Show.                          |
| Snakes Lair             |                    |                  |                       | 9 voitures de 2 places             | Sur remorque      | |
| Spook-slot              | origine Pays-Bas   |                  | 1974                  | 4 voitures de 3 places             | Sur semelle       | façade restylée (2021)                                                                                                |
| Spooky                  |                    |                  |                       |                                    | Sur semelle       | |
| Stab 3                  |                    |                  |                       |                                    | Sur semelle       | |
| Super Train Fantome     | Artisanal          |                  | 1993                  |                                    | Sur semelle       | |
| The Crypt               |                    |                  |                       |                                    | Sur remorque      | |
| Thriller                | Barbisan           |                  |                       |                                    | Sur remorque      | |
| Thriller "zombie"       | Effel Rides SRL    |                  | 2013                  | 8 voitures                         | Sur remorque      | |
| Train Fantome           | Mack Rides         | Spuk Im Spessart |                       | 9 voitures de 2 places             | Sur semelle       | |
| Train Fantome Stuttgart |                    |                  | 1970                  |                                    | Sur semelle       | Ce train fantôme est celui qui apparaît dans les films Un Indien dans la ville et Le Fabuleux Destin d'Amélie Poulain |

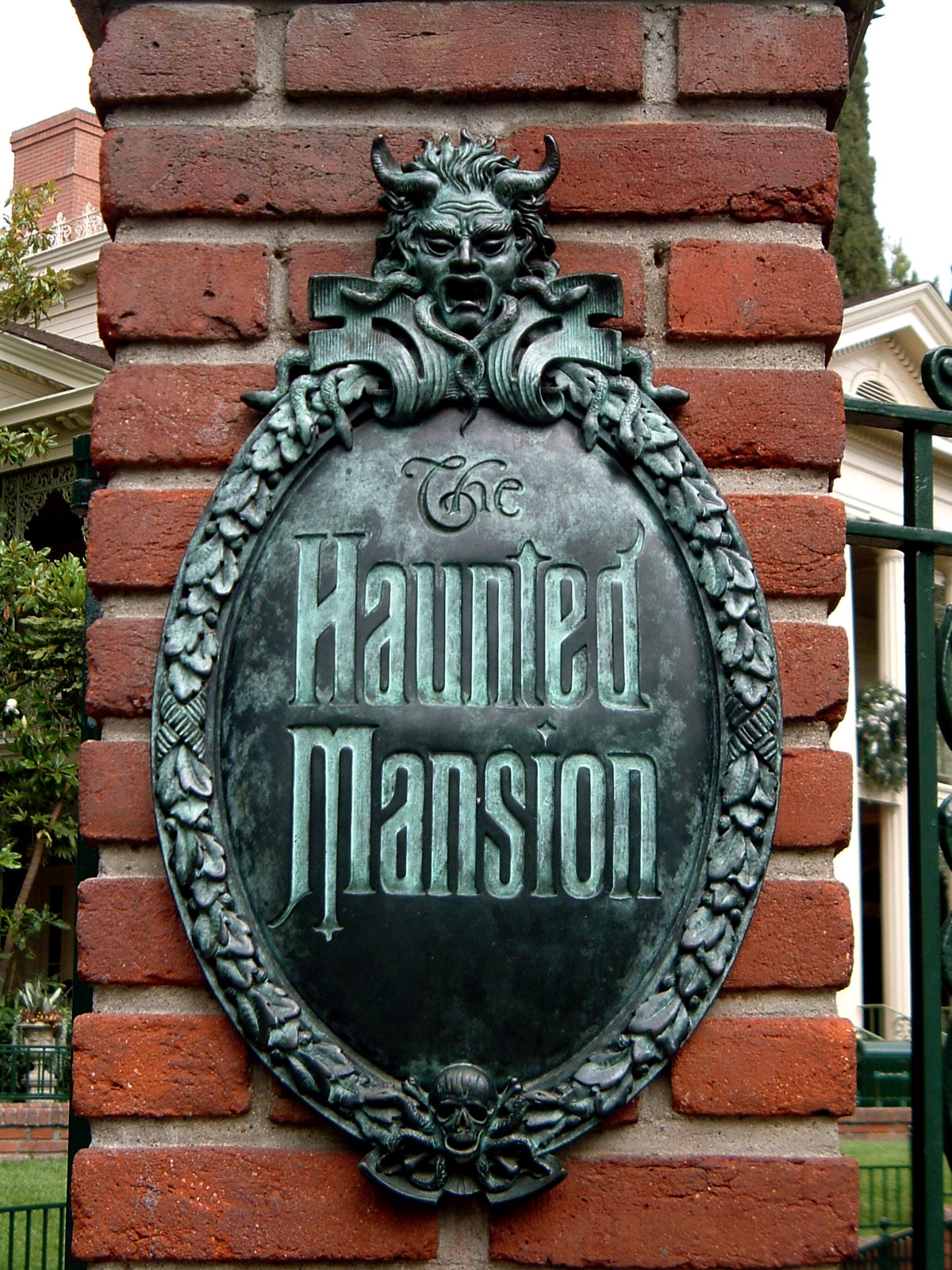
Sur le parvis de Haunted Mansion

| Zombie                  |                    | Eraiser          |                       | 7 voitures de 2 places             |                   | |
| Zombie                  |                    |                  |                       | 9 voitures de 2 places             | Sur remorque      | |

## Filmographie
- Massacres dans le train fantôme (The Funhouse, 1981). Réalisation Tobe Hooper. Avec Elizabeth Berridge, Shawn Carson, Jeanne Austin, Jack McDermott, Cooper Huckabee, Largo Woodruff.
- Zombie et le train fantôme (Zombie ja Kummitusjuna, 1991). Réalisation Mika Kaurismäki. Avec Silu Seppälä, Marjo Leinonen, Matti Pellonpää.